# Joubiniopsis bouraili
Joubiniopsis bouraili Risbec, 1928 è un mollusco nudibranchio della famiglia Polyceridae. È l'unica specie nota del genere Joubiniopsis.